# Смит, Меган
Ме́ган Смит (фр. Meaghan Smith) — канадская певица, автор песен и гитаристка.

## Биография
Меган родилась в семье музыкантов: отец был басистом, а мать — преподавателем игры на фортепиано. Смит выросла в Лондоне (провинция Онтарио, Канада).

## Карьера
Меган начала свою музыкальную карьеру в 2004 году. По состоянию на 2014 год Смит выпустила четыре музыкальных альбома: «Lost With Directions» (2004), «The Cricket’s Orchestra» (2009), «It Snowed» (2011) и «Have a Heart» (2014). В 2011 году она стала лауреатом премии «Juno Awards» в номинации «Прорыв года».

## Личная жизнь
С 2 июля 2005 года Меган замужем за гитаристом Джейсоном Минго. У супругов есть сын — Ривер Минго (род. в августе 2014).

## Дискография

### Студийные альбомы
| Название                | Подробности                                                                           |
| ----------------------- | ------------------------------------------------------------------------------------- |
| Lost With Directions    | - Выпущен: 2004 - Лейбл: нет - Формат: CD                                             |
| The Cricket’s Orchestra | - Выпущен: 2 октября 2009 - Лейбл: Warner Music Group - Формат: CD, digital download  |
| It Snowed               | - Выпущен: 1 ноября 2011 - Лейбл: Warner Music Canada - Формат: CD, digital download  |
| Have a Heart            | - Выпущен: 22 апреля 2014 - Лейбл: Warner Music Canada - Формат: CD, digital download |

### Синглы
| Название                        | Год  | Альбом                  |
| ------------------------------- | ---- | ----------------------- |
| «Five More Minutes»             | 2008 | The Cricket’s Orchestra |
| «Drifted Apart»/«A Little Love» | 2008 | The Cricket’s Orchestra |
| «A Piece For You»               | 2009 | The Cricket’s Orchestra |
| «If You Asked Me»/«I Know»      | 2010 | The Cricket’s Orchestra |
| «Heartbroken»                   | 2011 | The Cricket’s Orchestra |
| «Have a Heart»                  | 2014 | Have a Heart            |